# Sparganothina flammea
Espèce
Sparganothina flammea est une espèce de papillons de nuit de la famille des Tortricidae.

## Répartition et habitat
Sparganothina flammea est décrite du Costa Rica.

## Taxinomie
L'espèce Sparganothina flammea est décrite par Bernard Landry en 2001.